# Boğazkale
Boğazkale je město a distrikt, který leží v západním Turecku 87 km od města Çorum. Město má 2000 obyvatel. Administrativně spadá pod Çorumskou provincii a region Manisa.

## Historie
Ve starověku se v místech dnešního města Boğazkale nacházelo chetitské město Chattušaš. V okolí se nachází několik turistických zajímavostí.